# Gottschalk Eduard Guhrauer
Gottschalk Eduard Guhrauer (født 15. maj 1809, død 5. januar 1854) var en tysk litteraturhistoriker.
Guhrauer, der var professor i Breslau, skrev Kurmainz in der Epoche von 1672 (2 bind, 1839), Lessings Erziehung des Menschengeschlechts, kritisch und philosophisch erläutert (1841), Das Heptaplomeres des Jean Bodin (1841), Gottfried Wilhelm von Leibniz, eine Biographie (2 bind, 1842), der var hans hovedværk, samt Jungius und sein Zeitalter (1850). Han udgav Leibniz' deutsche Schriften (1838-40) og Goethes Briefwechsel mit Knebel (1851) samt fortsatte Danzels værk over Lessing (1853).